# Ƃ
Ƃ (minuskuła: ƃ) – litera alfabetu łacińskiego. Z wyglądu jest podobna do występującej w cyrylicy Б б. Bardzo podobny symbol jest używany czasem także do zapisu wielkich postaci Ɓ ɓ, na przykład w języku shona.
Symbol był używany w alfabecie zhuang od 1957 do 1986 roku, później został zastąpiony przez dwuznak mb.
W tekście odwróconym, mała forma litery jest często używana jako zamiennik odwróconego g. Powodem jest powszechniejsza dostępność w czcionkach (chociażby Verdana Ref i Georgia) niż innych zamienników, jak właściwe odwrócone g w Unicode, czy B z haczykiem.
W Unikodzie po raz pierwszy pojawił się w wersji 1.1.0 w czerwcu 1993 roku, jako litera „B” z górną belką.

## Kodowanie
| Znak                   | Ƃ                                  | Ƃ                                  | ƃ                                | ƃ                                |
| ---------------------- | ---------------------------------- | ---------------------------------- | -------------------------------- | -------------------------------- |
| Nazwa w Unikodzie      | Latin capital letter B with topbar | Latin capital letter B with topbar | Latin small letter B with topbar | Latin small letter B with topbar |
| Kodowanie              | dziesiątkowo                       | szesnastkowo                       | dziesiątkowo                     | szesnastkowo                     |
| Unicode                | 386                                | U+0182                             | 387                              | U+0183                           |
| UTF-8                  | 198 130                            | c6 82                              | 198 131                          | c6 83                            |
| Odwołania znakowe SGML | &#386;                             | &#x0182;                           | &#387;                           | &#x0183;                         |